# Конкорд Тауншип (округ Ері, Пенсільванія)
Конкорд Тауншип (англ. Concord Township) — селище (англ. township) в США, в окрузі Ері штату Пенсільванія. Населення — 1277 осіб (2020).

## Демографія
Згідно з переписом 2010 року, у селищі мешкали 1344 особи в 493 домогосподарствах у складі 383 родин. Було 539 помешкань
Расовий склад населення:
| - 98,1 % — білих - 0,1 % — корінних американців - 0,1 % — чорних або афроамериканців - 0,1 % — азіатів |

До двох чи більше рас належало 1,5 %. Частка іспаномовних становила 0,7 % від усіх жителів.
За віковим діапазоном населення розподілялося таким чином: 26,0 % — особи молодші 18 років, 56,8 % — особи у віці 18—64 років, 17,2 % — особи у віці 65 років та старші. Медіана віку мешканця становила 41,4 року. На 100 осіб жіночої статі у селищі припадало 97,4 чоловіків;  на 100 жінок у віці від 18 років та старших — 96,4 чоловіків також старших 18 років.
Середній дохід на одне домашнє господарство  становив 61 699 доларів США (медіана — 50 795), а середній дохід на одну сім'ю — 68 852 долари (медіана — 56 842). Медіана доходів становила 41 029 доларів для чоловіків та 28 958 доларів для жінок. За межею бідності перебувало 10,7 % осіб, у тому числі 12,0 % дітей у віці до 18 років та 16,1 % осіб у віці 65 років та старших.
Цивільне працевлаштоване населення становило 624 особи. Основні галузі зайнятості: освіта, охорона здоров'я та соціальна допомога — 21,2 %, виробництво — 20,7 %, роздрібна торгівля — 13,0 %, сільське господарство, лісництво, риболовля — 8,7 %.